# Victor Pulliat
 (juillet 2019).
Si vous disposez d'ouvrages ou d'articles de référence ou si vous connaissez des sites web de qualité traitant du thème abordé ici, merci de compléter l'article en donnant les références utiles à sa vérifiabilité et en les liant à la section « Notes et références ».
Victor Pulliat est un ampélographe français né le 27 avril 1827 à Chiroubles et mort le 12 août 1896.

## Biographie
Il est l'auteur de la revue Le Vignoble, ouvrage rédigé en collaboration avec Alphonse Mas en 3 volumes. De nombreux collaborateurs ont assisté les deux savants auteurs de cet ouvrage comme H. Bouschet, Dl Houbdine, Henri Marès, Mortillet, Oudart, Pellicot, Rouget, Tripier, Villa Maior…
Il est Adjoint au maire de Chiroubles, de juillet 1855 à décembre 1855, puis de mars 1878 a 1881.
En 1869, il crée la Société régionale de viticulture de Lyon. En 1884, il est nommé professeur titulaire de la chaire de viticulture à l'Institut national agronomique de Paris, et prend en 1889 la direction de l'École d'Agriculture d'Écully.
Il crée à Chiroubles, une grande collection de vignes françaises et étrangères à partir de laquelle il dresse en 1879 l'échelle de maturité des cépages qui classe les cépages selon leur date de maturation par rapport à un cépage précoce, le chasselas doré. L'échelle ou la classification de Pulliat classe ce chasselas en première époque, tandis que les raisins qui mûrissent 12 à 15 jours plus tard sont classés en deuxième époque et ainsi de suite.
En Beaujolais, il préconise le greffage pour lutter contre le phylloxéra (puceron redoutable apparu en France en 1863, à la suite de l'importation de plants américains).

## Hommage
Certaines chansons contemporaines[Lesquelles ?] lui rendent encore aujourd'hui hommage :
Je lève mon verre et je bois 

À ta santé Victor Pulliat

## Publications
- Le Vignoble, ou Histoire, culture et description avec planches coloriées des vignes à raisins de table et à raisins de cuve les plus généralement connues.., Paris, Masson, 1874-1879.
- Manuel du greffeur de vignes, troisième édition, Villefranche et Montpellier et chez l'auteur à Chiroubles, 1886.

## Distinctions
- Chevalier de la Légion d'honneur (1885)